# Theranda
Theranda o Suva Reka (albanès: Theranda, serbi: Сува Река transcrit: Suva Reka), és una ciutat i municipi del districte de Prizreni, al sud de Kosovo. Segons el cens de 2011, la població total del municipi és 59.722 habitants. Els albanesos conformen la majoria absoluta de la població (98,9%), mentre que altres petits grups ètnics inclouen els ashkalis i els egipcis balcànics, i altres.
La ciutat de Theranda està situada a 18 quilòmetres de Prizreni, i a 57 de Pristina. Des del 1929 fins al 1941 Theranda va formar part de la banovina de Vardar del Regne de Iugoslàvia. Està agermanada amb Lilburn (Estats Units) i amb Sarandë (Albània).